# Teodoro Dafnopata
Teodoro Dafnopata (fl. 956; em latim: Theodorus Daphnopata) foi um historiador e oficial na burocracia do Império Bizantino, mencionado por João Escilitzes no prólogo de sua obra.

## Biografia
É possível reconhecer o período em que viveu por conta de indícios num discurso que escreveu sobre a retirada da relíquia do braço de João Batista da Igreja de São Pedro de Antioquia. Esse discurso foi proferido nas celebrações da vinda da relíquia de Calcedônia para Constantinopla em 956, segundo Jorge Cedreno. Essa relíquia já esteve na Igreja da Virgem do Farol e encontra-se atualmente no palácio de Topkapi.
Acredita-se que Teodoro, após passar muito tempo na corte imperial, se retirou para a vida monástica até o final de sua vida.

## Obras
A sua crônica sobre o Império Bizantino se perdeu, mas ainda existem diversas coleções de manuscritos em seu nome, inclusive obras sobre João Crisóstomo e o discurso - perdido e recuperado - sobre a relíquia de João Batista. Leão Alácio discorre sobre um discurso sobre o nascimento de João Batista que ele atribuiu a Dafnopata, apesar de um manuscrito no Vaticano atribui-lo a "Teodoro, bispo de Cirenaica". É possível que a terceira parte da obra conhecida como Teófanes Continuado tenha sido escrita por Teodoro pouco antes de 963.